# Berkey

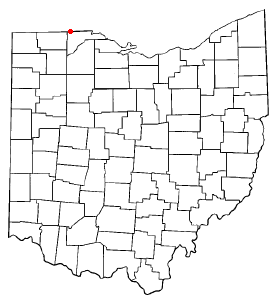
Berkey na mapie USA

Berkey – wieś w USA, w stanie Ohio, w hrabstwie Lucas.
W roku 2010, 21,1% mieszkańców było w wieku poniżej 18 lat, 5% było w wieku od 18 do 24 lat, 18,6% było od 25 do 44 lat, 37,2% było od 45 do 64 lat, a 18,1% było w wieku 65 lat lub starszych. We wsi było 51,1% mężczyzn i 48,9% kobiet.
Liczba mieszkańców w 2010 roku wynosiła 237.